# 斯雷布伦科·波萨维奇
斯雷布伦科·波萨维奇（Srebrenko Posavec，1980年3月19日—）是一名克罗地亚足球运动员， 现在效力于中国足球甲级联赛球队湖南湘涛，司职中场。
2006年2月1日，波萨维奇在香港举行的贺岁杯足球赛季军争夺战克罗地亚4比0击败香港的比赛中替补出场，这次他唯一一次为国家队出场的经历。